# Дентън
 Тази статия е за града в Съединените щати.  За града в Англия вижте Дентън (Голям Манчестър).  За окръга вижте Дентън (окръг).
Дентън (на английски: Denton) е град в щата Тексас, САЩ. Дентън е с население от 104 153 жители (2005) и обща площ от 161,50 км² (62,40 мили²). Дентън се намира в едноименния окръг Дентън, на който е и окръжен център. Градът и окръгът са кръстени на Джон Б. Дентън, тексаски адвокат живял в началото на 19 век.

## Известни личности
Родени в Дентън
- Стенли Пейн (р. 1934), историк